# Mihai Eșanu
Mihai Eșanu (n.  ?) a fost un om politic român, care a îndeplinit funcția de primar al municipiului Iași în perioada 13 februarie - 1 octombrie 1938. 
| Funcții politice            | Funcții politice             | Funcții politice                     |
| --------------------------- | ---------------------------- | ------------------------------------ |
| Predecesor: Nicolae N. Gane | Primar al orașului Iași 1938 | Succesor: General Constantin Ionescu |